# Prvoslav
Prvoslav (oder Pribislav) war der Sohn des serbischen Fürsten Mutimir.
Mit seinen Brüdern Bran und Stefan regierte Prvoslav nur für kurze Zeit Fürstentum Raszien (891–892). Da er eine Anlehnung an das damalige Bulgarische Reich suchte, wurden Prvoslav und seine Brüder von Petar Gojniković, dem Sohn des Fürsten Gojniks, der die byzantinische Unterstützung genoss, abgesetzt.